# Spencer Abraham

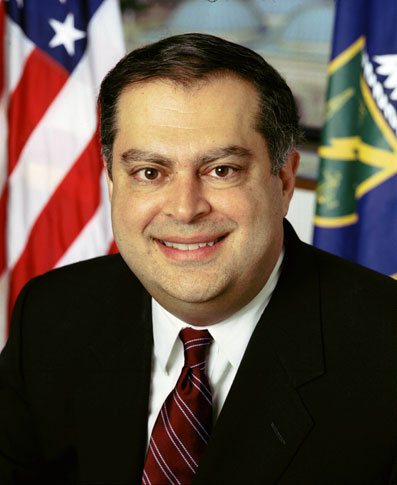
Spencer Abraham

Edward Spencer Abraham (* 12. Juni 1952 in East Lansing, Michigan) ist ein US-amerikanischer Politiker (Republikanische Partei). Er diente 2001 bis 2005 als der 10. Energieminister unter Präsident George W. Bush, nachdem er Michigan von 1995 bis 2001  im US-Senat vertreten hatte. 1982 war er ein Mitbegründer der konservativ-libertären Federalist Society.

## Frühe Jahre
Abrahams Vorfahren waren libanesische Christen. Abraham erwarb an der Harvard University einen Juris Doctor und schloss im Jahr 1974 am Honors College der Michigan State University ab. Vor seiner Wahl zum Senator war Abraham Dozent an der Thomas M. Cooley Law School in Lansing, Michigan. Er war stellvertretender Stabschef unter Vizepräsident Dan Quayle von 1990 bis 1991. Später diente er von 1991 bis 1993 als Vorsitzender des National Republican Congressional Committee, eines Rekrutierungsgremiums für die Republikanische Partei. Zuvor war er von 1983 bis 1990 Vorsitzender von deren Staatsverband in Michigan.

## Senat
Vor seiner Amtszeit als Energieminister vertrat Abraham von 1995 bis 2001 den Bundesstaat Michigan im Senat der Vereinigten Staaten in Washington. Als einziger Amerikaner arabischer Abstammung in der Kammer war er Mitglied der Ausschüsse für den Haushalt, für den Handel, für Wissenschaft und Verkehr, für die Justiz und für Kleinunternehmen. Er war auch Vorsitzender zweier Unterausschüsse: Manufacturing and Competitiveness und Einwanderung. Abraham erarbeitete die Vorlagen für den „H1B Visa in Global and National Commerce Act“, der einen Rahmen für Online-Verträge und Digitale Unterschriften entwickelte, für den „Government Paperwork Elimination Act“ und den „Anti-Cybersquatting Consumer Protection Act“, der Domainnamen von Internetbenutzern und Unternehmen gegen Schutzmarken- und Urheberrechtsverletzungen beschützt. Er verlor die Wiederwahl im Jahr 2000 gegen Debbie Stabenow.

## Energieminister
Am 20. Januar 2001 wurde Abraham Energieminister im Kabinett Bush. Am 15. November 2004 verkündete er, dass er von diesem Posten zurücktreten werde. Sein Rücktritt wurde durch die Ernennung seines Nachfolgers Samuel Bodman am 1. Februar 2005 vollständig.